# 圭多·巴尔扎里尼
圭多·巴尔扎里尼（義大利語：Guido Balzarini，1874年10月21日—1935年），生于阿罗内，意大利男子击剑运动员。他曾获得1924年夏季奥运会击剑比赛男子佩剑团体金牌。他于1935年在罗马去世。